# Natura morta verde
Natura morta verde è dipinto olio su tela realizzato nel 1914 dal pittore spagnolo Pablo Picasso. Misura cm 59,7x79,4. È conservato nel Museum of Modern Art di New York.